# アメリカ記念公園
アメリカ記念公園（American Memorial Park）とは、アメリカ合衆国の自治領である北マリアナ諸島サイパン島に存在する国立公園。

## 概要
第二次世界大戦のサイパンの戦いの戦没者を追悼するために建設された。公園中央にある旗の掲揚台は1944年6月に戦死した4000人以上のアメリカ軍将兵と現地住民を追悼する慰霊施設である。
他にも野球、サイクリング、ランニング、テニス、ピクニック、水泳のためのレクレーション施設やこの戦争を扱った博物館がある。
この公園の所有権は北マリアナ諸島政府が持っているが、実際の公園の管理はアメリカ合衆国内務省国立公園局が所管している。